# Annisokay
Gli Annisokay (reso graficamente come annisokay) sono un gruppo musicale post-hardcore tedesco fondato nel 2007 a Halle.

## Formazione
Attuale
- Christoph Wieczorek – voce principale, chitarra, programmazione (2007-presente)
- Nico Vaeen – batteria (2016-presente)
- Rudi Schwarzer – growl (2019-presente)
- Peter Leukhardt – basso (2023-presente)

Ex componenti
- Kay Westphal – batteria (2007)
- Torsten Swan – basso (2007)
- Sebastian Lohrisch – basso (2007-2010)
- Felix Fröhlich – growl (2007-2011)
- Daniel Herrmann – batteria (2009-2015)
- Simon Sadewasser – basso (2011-2013)
- Dave Grunewald – growl (2011-2019)
- Norbert Rose – basso (2013-2023) e chitarra (2007-2013)
- Philipp Kretzschmar – chitarra (2013-2018)

## Discografia

### Album in studio
- 2012 – The Lucid Dream(er)
- 2015 – Enigmatic Smile
- 2016 – Devil May Care
- 2018 – Arms
- 2021 – Aurora

### EP
- 2010 – You, Always
- 2016 – Annie Are You Okay?
- 2023 – Abyss Pt I

### Singoli
- 2016 – What's Wrong
- 2016 – Loud
- 2016 – Blind Lane
- 2019 – Nihilist Blues
- 2020 – STFU
- 2020 – Like a Parasite
- 2020 – Face the Facts
- 2020 – Bonfire of the Millenials
- 2020 – The Tragedy
- 2021 – The Cocaines Got Your Tongue
- 2021 – Time
- 2021 – Coma Blue
- 2022 – Good Stories
- 2023 – Human
- 2023 – Calamity
- 2023 – Throne of the Sunset

### Come ospiti
- 2021 – Shed My Skin (Within Temptation feat. Annisokay)
- 2022 – Dystopia (Caliban feat. Christoph Wieczorek)
- 2023 – H.A.T.E. (Any Given Day feat. Annisokay)